# Meat Dept.
 (juin 2025).
La mise en forme du texte ne suit pas les recommandations de Wikipédia : il faut le « wikifier ».
Les points d'amélioration suivants sont les cas les plus fréquents :
- Les titres sont pré-formatés par le logiciel. Ils ne sont ni en capitales, ni en gras.
- Le texte ne doit pas être écrit en capitales (les noms de famille non plus), ni en gras, ni en italique, ni en « petit »…
- Le gras n'est utilisé que pour surligner le titre de l'article dans l'introduction, une seule fois.
- L'italique est rarement utilisé : mots en langue étrangère, titres d'œuvres, noms de bateaux, etc.
- Les citations ne sont pas en italique mais en corps de texte normal. Elles sont entourées par des guillemets français : « et ».
- Les listes à puces sont à éviter, des paragraphes rédigés étant largement préférés. Les tableaux sont à réserver à la présentation de données structurées (résultats, etc.).
- Les appels de note de bas de page (petits chiffres en exposant, introduits par l'outil «  Source ») sont à placer entre la fin de phrase et le point final[comme ça].
- Les liens internes (vers d'autres articles de Wikipédia) sont à choisir avec parcimonie. Créez des liens vers des articles approfondissant le sujet. Les termes génériques sans rapport avec le sujet sont à éviter, ainsi que les répétitions de liens vers un même terme.
- Les liens externes sont à placer uniquement dans une section « Liens externes », à la fin de l'article. Ces liens sont à choisir avec parcimonie suivant les règles définies. Si un lien sert de source à l'article, son insertion dans le texte est à faire par les notes de bas de page.
- La présentation des références doit suivre les conventions bibliographiques. Il est recommandé d'utiliser les modèles {{Ouvrage}}, {{Chapitre}}, {{Article}}, {{Lien web}} et/ou {{Bibliographie}}. Le mode d'édition visuel peut mettre en forme automatiquement les références.
- Insérer une infobox (cadre d'informations à droite) n'est pas obligatoire pour parachever la mise en page.

Pour une aide détaillée, merci de consulter Aide:Wikification.
Si vous pensez que ces points ont été résolus, vous pouvez retirer ce bandeau et améliorer la mise en forme d'un autre article.

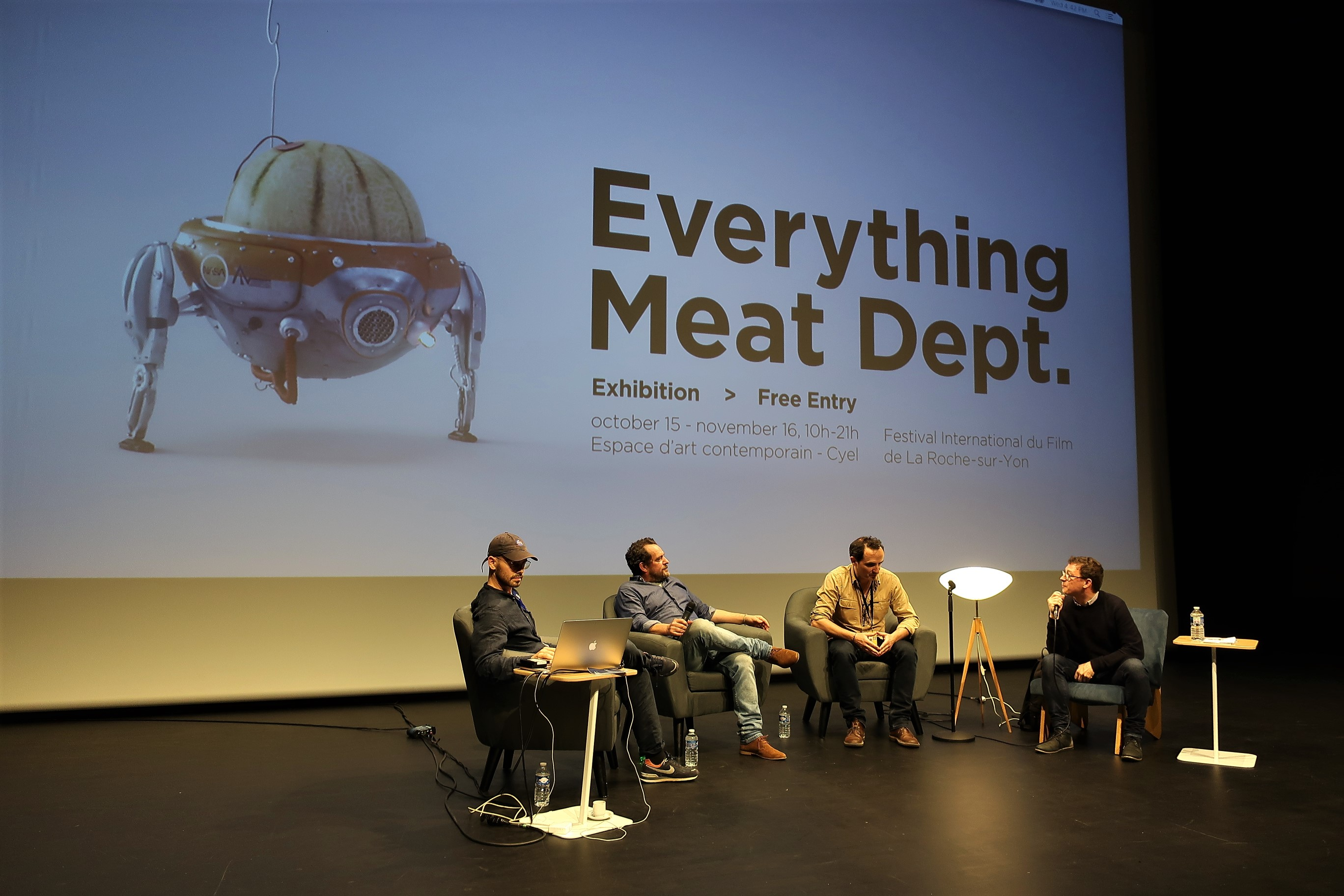
Meat Dept. et Paolo Moretti, lors de l'exposition "Everything Meat Dept." au Festival International du Film de La Roche-sur-Yon, en octobre 2019.

Meat Dept. (Meat Department) est un collectif artistique fondé par les artistes pluri-disciplinaires David Nicolas et Kevos Van Der Meiren, connus pour leur travail dans les arts visuels, le design sonore, le cinéma et l'animation,, et en particulier le film Black Holes, présenté au Festival du Film de Sundance, et la série Netflix Love Death + Robots, pour laquelle ils ont reçu un Emmy Award,.
Meat Dept. est particulièrement reconnu pour son style expérimental et son humour absurde, décrit en ces termes par le critique de cinéma Todd Brown, dans le catalogue d'exposition que leur a consacré le Festival International du Film de La Roche-sur-Yon : "Leur nom est un premier indice. En labellisant leurs productions entièrement digitales “rayon viande”, avec tout le jus, les tripes et la moelle que cela suppose, le Meat Department donne le ton (...) Leur travail est étrangement charnel et joyeusement étrange. Ils se délectent des distorsions charnues de l’humanité et de l’absurdité de la vie. Téméraire et imprévisible, Meat Dept. donne la vie avec ses machines."

## Biographie
Après avoir réalisé des clips,, et films expérimentaux sous le pseudonyme Barzolff814, Meat Dept. signe sa première création en 2016 avec le clip Hand in The Fire de Mr. Oizo et Charli XCX, nominé pour "Meilleure Animation" au UK Music Video Awards.

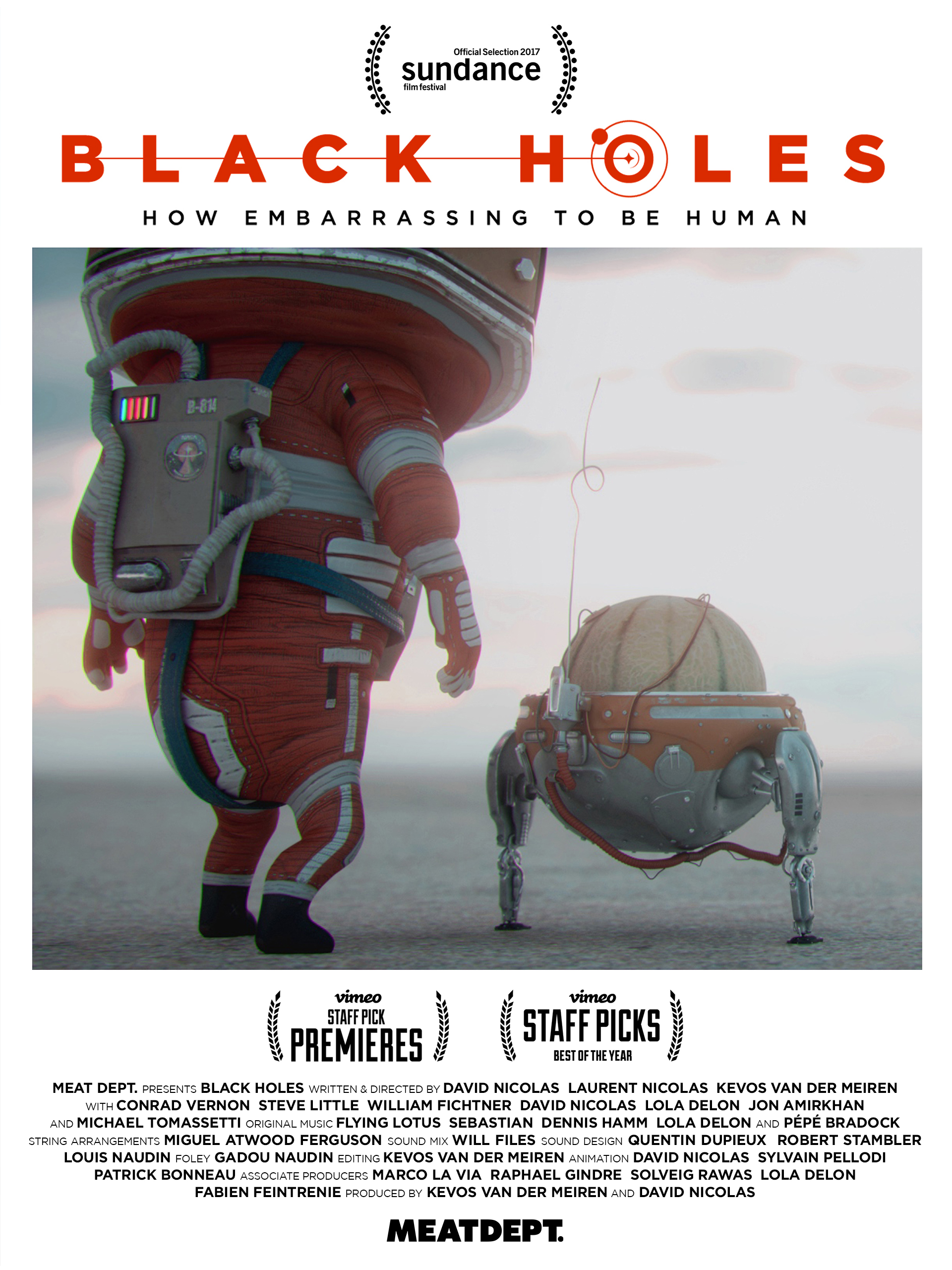
Poster de "Black Holes" publié lors de la présentation du film au festival de Sundance, en janvier 2017.

En 2017, leur comédie de science-fiction Black Holes: How Embarrassing To Be Human est présenté lors de la cérémonie d'ouverture du Festival du Film de Sundance, dans la sélection officielle des courts métrages,. Ils réalisent également une séquence animée du film Kuso de Flying Lotus, lui aussi présenté en compétition à Sundance.
En 2018, Meat Dept. est approché par FX pour développer une série adaptée de Black Holes. Après l'acquisition de 21st Century Fox par Disney, le projet est mis en pause.
In 2019, Meat Dept. est invité par le Festival International Du Film de La Roche-sur-Yon pour réaliser sa première exposition solo en France: Everything Meat Dept..
In 2020, le clip Very Noise pour Igorrr, devient viral sur internet,,, et remporte de nombreuses récompenses en festival,,.
In 2021, Meat Dept. remporte un Emmy Award pour "Outstanding Individual Achievement in Animation", pour leur episode Automated Customer Service dans la série Netflix, Love Death + Robots, Vol.2.
In 2023, Meat Dept. participe à la réalisation de Infinity Repeating, le dernier clip de la carrière de Daft Punk, présenté au Centre Pompidou et au festival SXSW.

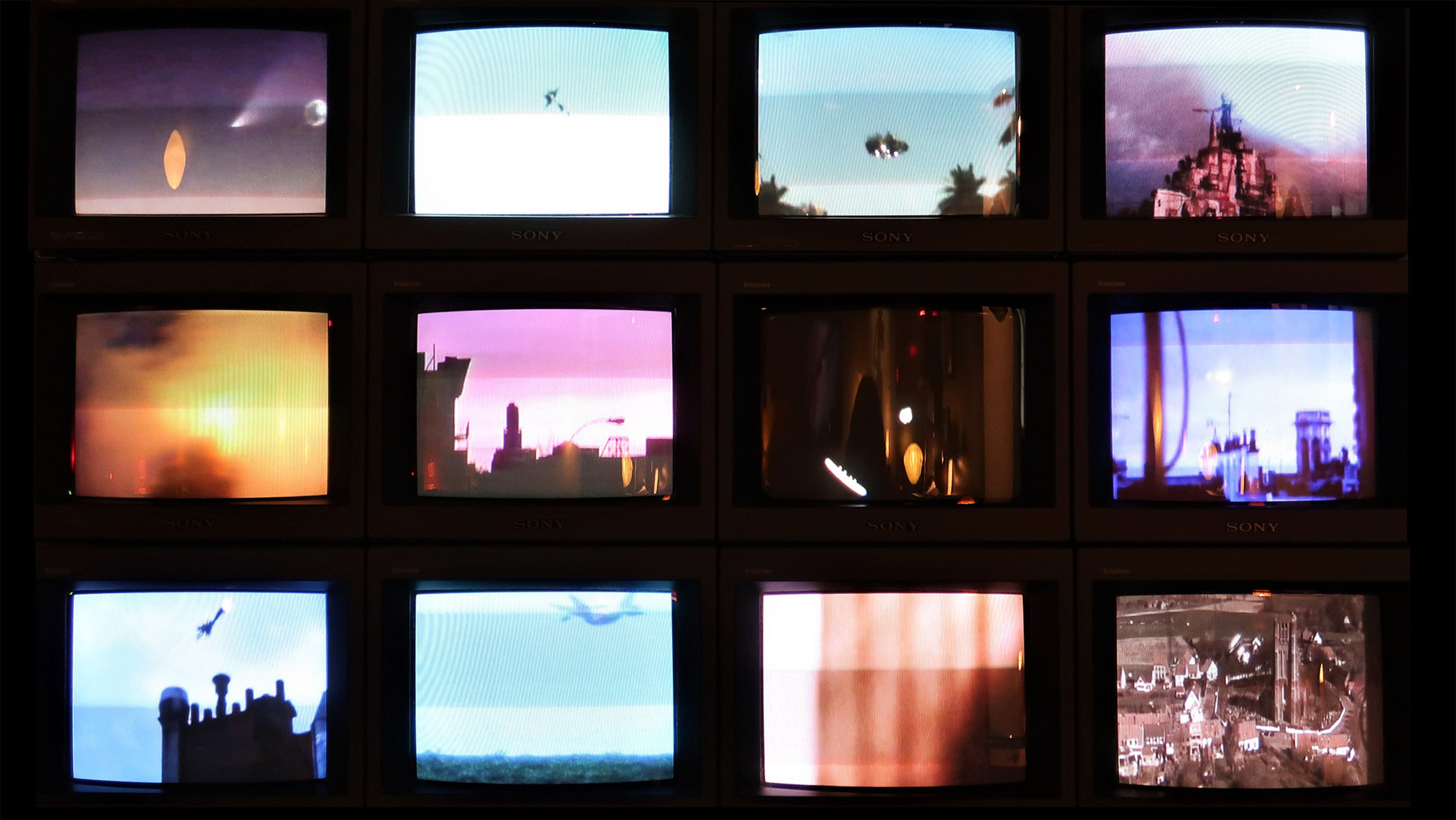
L'installation War of the Worlds 2.0 de Meat Dept. reproduit une salle de contrôle diffusant des dizaines de fausses vidéos amateurs d'OVNI, lors de l'exposition Everything Meat Dept.

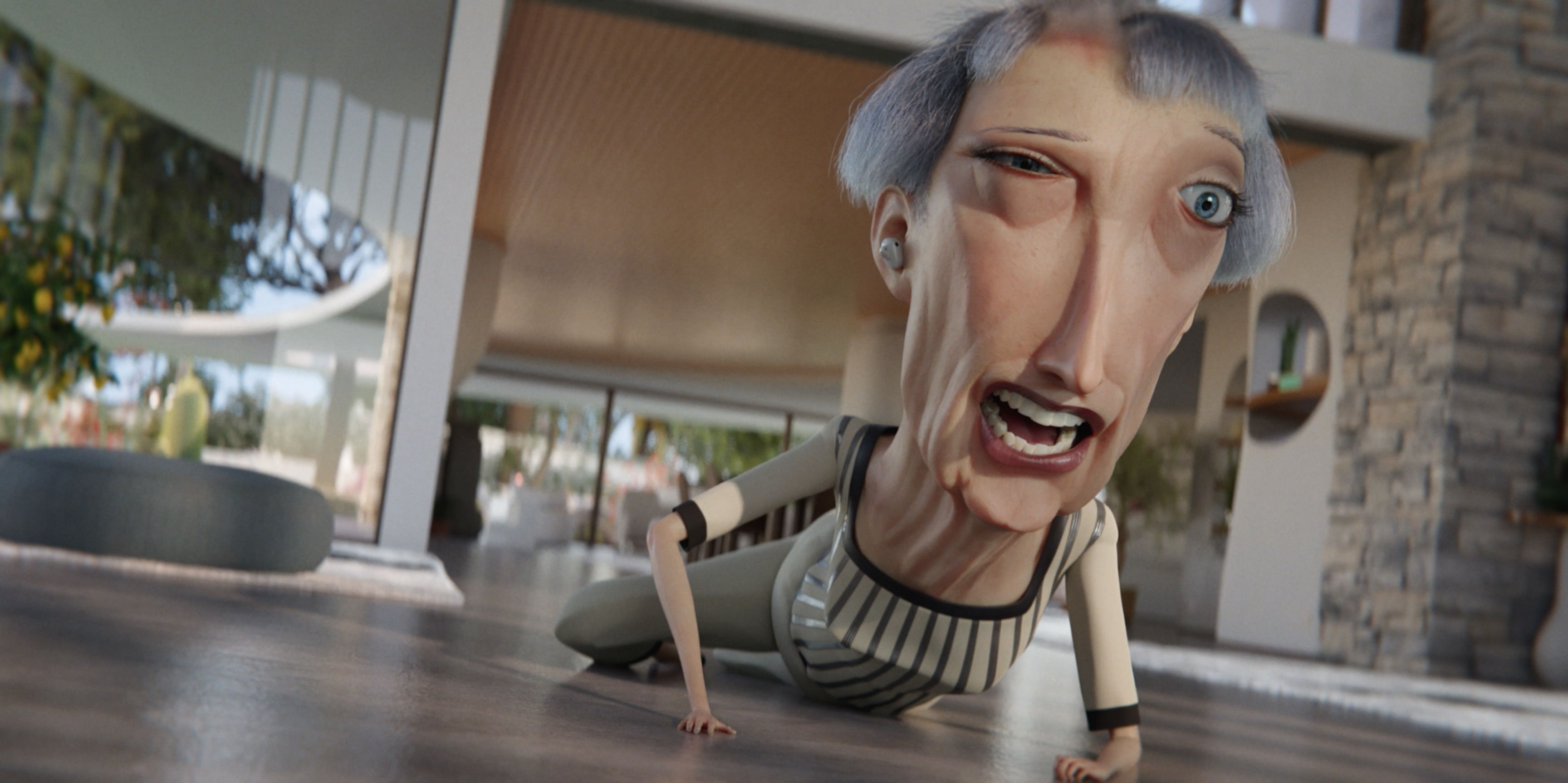
Extrait de Love Death + Robots, épisode Automated Customer Service, récompensé par un Emmy Award.

In 2025, Meat Dept. crée le générique d'ouverture de la série Duster, crée par J.J. Abrams et LaToya Morganpour Warner Bros. et HBO Max.

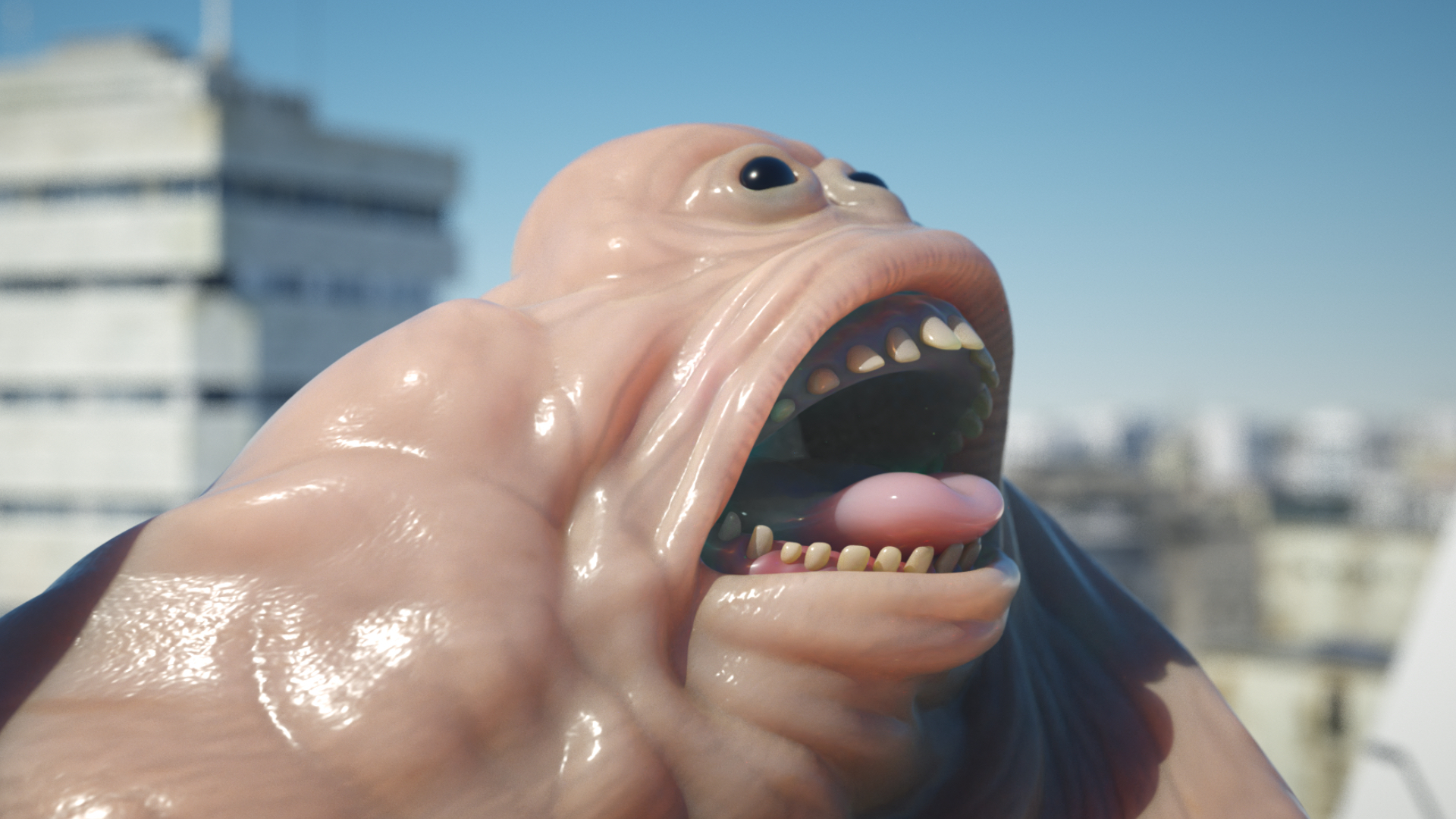
Extrait du clip Very Noise réalisé par Meat Dept. pour Igorrr.